# Puchar Afryki 2021/2022
Puchar Afryki 2021/2022 – dwudziesta edycja Pucharu Afryki, oficjalnych międzynarodowych zawodów rugby union o randze mistrzostw kontynentu organizowanych przez Rugby Africa mających na celu wyłonienie najlepszej męskiej reprezentacji narodowej w tej dyscyplinie sportu w Afryce, stanowiąc jednocześnie afrykańskie kwalifikacje do Pucharu Świata w Rugby 2023. Zorganizowane trójetapowo (dwa pierwsze etapy kwalifikacyjne w 2021, ostatni etap finałowy w 2022), z udziałem 14 drużyn, zakończone zwycięstwem reprezentacji Namibii.

## System rozgrywek
Turniej zaplanowano trójetapowo. Jako pierwszy etap zaplanowano turniej w czerwcu 2021 w Wagadugu w Burkinie Faso, w którym udział miały wziąć cztery drużyny: Burkina Faso, Burundi, Kamerunu i Nigerii. Turniej rozgrywano systemem kołowym, a jego zwycięzca uzyskał awans do drugiego etapu rozgrywek. 
Drugi etap zaplanowano na lipiec 2021: 12 drużyn (11 wcześniej zakwalifikowanych na podstawie rankingu World Rugby oraz zwycięzca pierwszego etapu) podzielono na cztery grupy po trzy zespoły. W każdej z grup rozgrywki zaplanowano rozgrywki systemem kołowym. Dwie najlepsze drużyny z każdej grupy miały awansować do finałowego turnieju zaplanowanego na 2022. Rozgrywki poszczególnych grup pierwotnie miały się odbywać w Namibii, Kenii, Ugandzie i Tunezji. 
Trzeci etap rozgrywek, finałowy turniej Rugby Africa Cup, zaplanowano na 2022 w formie pucharowej: ćwierćfinały, półfinały i finał. Zwycięzca finału – mistrz kontynentu zdobył bezpośrednią kwalifikację do finałowego turnieju Pucharu Świata w Rugby 2023, a przegrany w finale awansował do międzykontynentalnego turnieju barażowego, którego zwycięzca także awansuje na tę imprezę.

## I etap – turniej barażowy
Turniej barażowy rozegrano w czerwcu 2021 w Wagadugu w Burkinie Faso. Pierwotnie miały wziąć w nim udział cztery drużyny: Burkina Faso, Burundi, Kamerunu i Nigerii. Z turnieju wykluczono jednak Nigerię, która na miesiąc przed rozpoczęciem zawodów została zawieszona przez Rugby Afrique z powodu rozwiązania przez rząd tamtejszej federacji. Turniej rozgrywano systemem kołowym, a zwycięzca uzyskał awans do drugiego etapu rozgrywek. Zwycięzcą zawodów została reprezentacja gospodarzy – Burkina Faso, dzięki czemu awansowała do drugiej tury rywalizacji.
Wyniki spotkań:
| 5 czerwca 202116:00 GMT | Burkina Faso | 52:3(30:0) | Burundi                 | Stade 4 Aout, Wagadugu Widzów: 0 Sędzia: Emmanuel Mane Sylvain |
| 5 czerwca 202116:00 GMT | Kassoum Deme 18 (P 2pd 3K), Ali Papi Traore 10 (2P), Ousmane Tioro 10 (2P), A Nourou Bance 5 (P), Antoine C Zana Yameogo 5 (P), Maraoubil Sale 5 (P) | 52:3(30:0) | Didier Iradukunda 3 (K) | Stade 4 Aout, Wagadugu Widzów: 0 Sędzia: Emmanuel Mane Sylvain |

| 9 czerwca 202116:00 GMT | Burundi                 | 3:81(3:38) | Kamerun | Stade 4 Aout, Wagadugu Widzów: 500 Sędzia: Jiriji Aymen |
| 9 czerwca 202116:00 GMT | Didier Iradukunda 3 (K) | 3:81(3:38) | Noël Gaël Touko 24 (2P 7pd), Moctar Nsangou Hassan 15 (3P), Gervais Mbassa 10 (2P), Moïse Chini Tchekouo 7 (P pd), Cédric Tsague Temgoua 5 (P), Bernard Mengue 5 (P), Ongoudou Amougou 5 (P), Steeve Gérard Nekongo 5 (P), Josué Essome Makongo 5 (P) | Stade 4 Aout, Wagadugu Widzów: 500 Sędzia: Jiriji Aymen |
| 9 czerwca 202116:00 GMT | Helvé Hasabumutima      | 3:81(3:38) | Cédric Wembe Moteyo · Robin Yantcha · Bernard Mengue | Stade 4 Aout, Wagadugu Widzów: 500 Sędzia: Jiriji Aymen |

| 13 czerwca 202116:00 GMT | Burkina Faso                                                                                | 17:13(5:3) | Kamerun                                          | Stade 4 Aout, Wagadugu Widzów: 1500 Sędzia: Adiru Saudah |
| 13 czerwca 202116:00 GMT | Ali Papi Traore 5 (P), Cheick Abasse Sawadogo 5 (P), Ousmane Tioro 5 (P), Adama Deme 2 (pd) | 17:13(5:3) | Noel Touko 8 (pd 2K), Cederic Wembe Moteyo 5 (P) | Stade 4 Aout, Wagadugu Widzów: 1500 Sędzia: Adiru Saudah |
| 13 czerwca 202116:00 GMT | Moktar Hassan · Moise Chimi                                                                 | 17:13(5:3) |                                                  | Stade 4 Aout, Wagadugu Widzów: 1500 Sędzia: Adiru Saudah |

Tabela końcowa:
1. Burkina Faso
2. Kamerun
3. Burundi

## II etap – kwalifikacje
Drugi etap rozpoczęto 3 lipca 2021. 12 drużyn (w tym zwycięzcę turnieju barażowego z pierwszego etapu) podzielono na cztery grupy po trzy zespoły, a z każdej grupy dwie najlepsze drużyny awansowały do turnieju finałowego. Rozgrywki każdej z grup odbywały się w jednym miejscu. Ostatecznie w rozgrywkach wzięło udział 11 drużyn (jedna grupa liczyła dwie ekipy) i trwały do 22 lipca 2021.

### Grupa A
Rozgrywki grupy A planowano początkowo w Namibii. Jednak w związku z pandemią kraj ten nie mógł zostać ostatecznie organizatorem turnieju i w związku z tym przeniesiono go do Abidżanu w Wybrzeża Kości Słoniowej. Już w pierwszym meczu doszło do sensacji: gospodarze turnieju, Wybrzeże Kości Słoniowej, pokonali etatowego uczestnika finałów Pucharu Świata w Rugby, Namibię 24:13. Namibia pokonała jednak później Madagaskar i zapewniła sobie awans do kolejnej rundy, a Madagaskar, choć w ostatnim meczu niespodziewanie pokonał Wybrzeże Kości Słoniowej, odpadł z rywalizacji.
Wyniki spotkań:
| 3 lipca 202116:00 GMT | Wybrzeże Kości Słoniowej                                                                     | 24:13(24:8) | Namibia                                                        | Stade Excellence Alassane Ouattara, Abidżan Widzów: 1000 Sędzia: Heykel Bahroun |
| 3 lipca 202116:00 GMT | Ezer Kosse 7 (2pd K), Bakary Meite 5 (P), Paul Diallo Dit Peres 5 (P), karne przyłożenie – 7 | 24:13(24:8) | Obert Nortjie 5 (P), Lesley Klim 5 (P), Helarius Kisting 3 (K) | Stade Excellence Alassane Ouattara, Abidżan Widzów: 1000 Sędzia: Heykel Bahroun |
| 3 lipca 202116:00 GMT | Maharua Katjijeko                                                                            | 24:13(24:8) |                                                                | Stade Excellence Alassane Ouattara, Abidżan Widzów: 1000 Sędzia: Heykel Bahroun |

| 7 lipca 202116:00 GMT | Madagaskar                                                               | 10:52(0:25) | Namibia | Stade Excellence Alassane Ouattara, Abidżan Widzów: 200 Sędzia: Precious Pazani (Zimbabwe) |
| 7 lipca 202116:00 GMT | Julio Mahavy 5 (P), Robel Rasoloniaina 3 (K), Hery Rakotomanalina 2 (pd) | 10:52(0:25) | Helarius Kisting 20 (P 3pd 3K), Obert Nortjie 10 (2P), Adriaan Booysen 5 (P), Riaan van Zyl 5 (P), Johan Tromp 5 (P), Gerhard Thirion 5 (P), Ricardo Swartz 2 (pd) | Stade Excellence Alassane Ouattara, Abidżan Widzów: 200 Sędzia: Precious Pazani (Zimbabwe) |

| 11 lipca 202116:00 GMT | Wybrzeże Kości Słoniowej                                               | 19:24(9:14) | Madagaskar                                                                                    | Stade Excellence Alassane Ouattara, Abidżan Widzów: 1300 Sędzia: Heykel Bahroun (Tunezja) |
| 11 lipca 202116:00 GMT | Ezer Kosse 9 (3K), Paul Diallo Dit Peres 5 (P), Bakayoko Soualio 3 (K) | 19:24(9:14) | Rasoloniaina Robel 14 (2P 2pd), Ratsimandresy Tahiana Ilda 5 (P), Rabemananjara Tinella 5 (P) | Stade Excellence Alassane Ouattara, Abidżan Widzów: 1300 Sędzia: Heykel Bahroun (Tunezja) |

Końcowa klasyfikacja grupy (do kolejnego etapu awansowały drużyny z miejsc pierwszego i drugiego):
1. Namibia
2. Wybrzeże Kości Słoniowej
3. Madagaskar

### Grupa B
Rozgrywki grupy B odbyły się w Nairobi w Kenii. Już w pierwszym meczu doszło do sensacji: gospodarze turnieju, Kenia, o wiele wyżej notowani w światowym rankingu, ulegli Senegalowi 19:20. Kenia wygrała jednak kolejne spotkanie z Zambią i wraz z Senegalem awansowała do kolejnej rundy.
Wyniki spotkań:
| 3 lipca 202116:00 EAT | Kenia                                         | 19:20(13:6) | Senegal                                                                                | Nyayo National, Nairobi Sędzia: Saudah Adiru |
| 3 lipca 202116:00 EAT | Jone Kubu 14 (pd dg 3K), Darwin Mukidza 5 (P) | 19:20(13:6) | Mamadou Ndiaye 8 (pd 2K), Demba Kane 5 (P), Georges Pompidou 5 (P), Saibo Sakho 2 (pd) | Nyayo National, Nairobi Sędzia: Saudah Adiru |
| 3 lipca 202116:00 EAT | Davis Chenge                                  | 19:20(13:6) | Georges Pompidou                                                                       | Nyayo National, Nairobi Sędzia: Saudah Adiru |

| 7 lipca 202115:00 EAT | Senegal                                            | 20:5(20:5) | Zambia               | Nyayo National, Nairobi Sędzia: Nicardor Pienaar (Namibia) |
| 7 lipca 202115:00 EAT | Ndiaye Mamadou 15 (P 2pd 2K), Soumah Ousmane 5 (P) | 20:5(20:5) | Philip Kamanga 5 (P) | Nyayo National, Nairobi Sędzia: Nicardor Pienaar (Namibia) |

| 11 lipca 202116:00 EAT | Kenia | 45:8(32:3) | Zambia                                    | Nyayo National, Nairobi Sędzia: Nicardor Pienaar (Namibia) |
| 11 lipca 202116:00 EAT | Jone Kubu 18 (2P pd dg K), Dominic Coulson 7 (2pd K), Davis Chenge 5 (P), Brian Tanga 5 (P), Joshua Chisanga 5 (P), Geovrge Nyambua 5 (P) | 45:8(32:3) | Israel Kalumba 5 (P), Laston Mukosa 3 (K) | Nyayo National, Nairobi Sędzia: Nicardor Pienaar (Namibia) |
| 11 lipca 202116:00 EAT | Joshua Chisanga | 45:8(32:3) | Fine Chinkumbe                            | Nyayo National, Nairobi Sędzia: Nicardor Pienaar (Namibia) |

Końcowa klasyfikacja grupy (do kolejnego etapu awansowały drużyny z miejsc pierwszego i drugiego):
1. Senegal
2. Kenia
3. Zambia

### Grupa C
Rozgrywki grupy C odbyły się w Kampali w Ugandzie.
Wyniki spotkań:
| 10 lipca 202115:00 EAT | Uganda | 53:12(29:12) | Ghana                                                                                         | Kyadondo Rugby Grounds, Kampala Sędzia: Talend Gandiwa (Zimbabwe) |
| 10 lipca 202115:00 EAT | Adrian Kasito 10 (5pd), Solomon Okia 10 (2P), Desire Ayera 10 (2P), Faragi Odugo 5 (P), Brian Odongo 5 (P), Aaron Ofoywroth 5 (P), Ronald Kanyanya 5 (P), Ivan Magomu 3 (K) | 53:12(29:12) | Myles Timothy Eli Scott 5 (P), Josiah Kweku Twum-Boafo 5 (P), Kofi Anafri Anoye Appiah 2 (pd) | Kyadondo Rugby Grounds, Kampala Sędzia: Talend Gandiwa (Zimbabwe) |
| 10 lipca 202115:00 EAT | Gideon Klugey | 53:12(29:12) |                                                                                               | Kyadondo Rugby Grounds, Kampala Sędzia: Talend Gandiwa (Zimbabwe) |

| 14 lipca 202115:00 EAT | Algieria                                                                                 | 20:22(20:3) | Ghana                                                                                    | Kyadondo Rugby Grounds, Kampala Sędzia: Victor Ojuku (Kenia) |
| 14 lipca 202115:00 EAT | Maxim Meneghini 5 (P), Remi Kardon 5 (P), Benjamin Caminati 5 (P), Mathew Loree 5 (pd K) | 20:22(20:3) | Lesley Ansah 10 (2P), Josiah Twum-Boafo 3 (K), Kofi Appiah 2 (pd), karne przyłożenie – 7 | Kyadondo Rugby Grounds, Kampala Sędzia: Victor Ojuku (Kenia) |
| 14 lipca 202115:00 EAT | Yakine Djebbari · Benjamin Caminati                                                      | 20:22(20:3) | Gideon Klugey                                                                            | Kyadondo Rugby Grounds, Kampala Sędzia: Victor Ojuku (Kenia) |

| 18 lipca 202115:00 EAT | Uganda                                                                           | 16:22(13:15) | Algieria                                                                                 | Kyadondo Rugby Grounds, Kampala Sędzia: Victor Ojuku (Kenia) |
| 18 lipca 202115:00 EAT | Brian Odongo 5 (P), Adrian Kasito 5 (P), Ivan Magomu 3 (K), Maxwell Ebonga 3 (K) | 16:22(13:15) | Mathieu Loree 7 (2pd K), Djamel Ouchene 5 (P), Nadir Megdoud 5 (P), Walid Batchali 5 (P) | Kyadondo Rugby Grounds, Kampala Sędzia: Victor Ojuku (Kenia) |
| 18 lipca 202115:00 EAT | Asuman Mugerwa                                                                   | 16:22(13:15) | Nabil Djalout                                                                            | Kyadondo Rugby Grounds, Kampala Sędzia: Victor Ojuku (Kenia) |

Końcowa klasyfikacja grupy (do kolejnego etapu awansowały drużyny z miejsc pierwszego i drugiego):
1. Uganda
2. Algieria
3. Ghana

### Grupa D
Rozgrywki grupy D planowano początkowo w Tunezji. Jednak w związku z pandemią kraj ten nie mógł zostać organizatorem turnieju. W tej sytuacji przeniesiono go do Zimbabwe, a ponieważ reprezentacja Tunezji nie mogła udać się na turniej, zmieniono jego format na dwumecz dwóch drużyn (obie reprezentacje miały w tej sytuacji zapewniony awans do finału, a wynik dwumeczu decydował o rozstawieniu).
Wyniki spotkań:
| 16 lipca 202115:00 CAT | Zimbabwe | 101:3(47:3) | Burkina Faso       | Old Georgians Stadium, Harare Widzów: 0 Sędzia: Sylvain Mane |
| 16 lipca 202115:00 CAT | Keith Chiwara 23 (P 9pd), Shingirai Katsvere 10 (2P), Cleopas Kundiona 10 (2P), Matthew McNab 10 (2P), Dudlee White Sharpley 8 (4pd), Bisele Tshamala 5 (P), Sebastian Roche 5 (P), Marcus Nel 5 (P), Deanne Makoni 5 (P), Martin Mangongo 5 (P), Shayne Makombe 5 (P), Aiden Burnett 5 (P), Matthew Mandiona 5 (P) | 101:3(47:3) | Kassoum Deme 3 (K) | Old Georgians Stadium, Harare Widzów: 0 Sędzia: Sylvain Mane |
| 16 lipca 202115:00 CAT | Tyran Fagan | 101:3(47:3) | Moussa Zagre       | Old Georgians Stadium, Harare Widzów: 0 Sędzia: Sylvain Mane |

| 22 lipca 202115:00 CAT | Zimbabwe | 95:5(41:0) | Burkina Faso                | Old Georgians Stadium, Harare Sędzia: Ignace Dri |
| 22 lipca 202115:00 CAT | Dudlee White Sharpley 25 (11pd K), Brandon Mudzekenyedzi 20 (4P), Matthew McNab 15 (3P), Tonderai Chiwambutsa 10 (2P), Takudzwa Chiesa 5 (P), Aiden Burnett 5 (P), Sean Beevor 5 (P), Sebastian Roche 5 (P), Brendon Mandivenga 5 (P) | 95:5(41:0) | Boubacar Franck Yamba 5 (P) | Old Georgians Stadium, Harare Sędzia: Ignace Dri |

Końcowa klasyfikacja grupy (do kolejnego etapu awansowały obie drużyny):
1. Zimbabwe
2. Burkina Faso

## III etap - finały
We wrześniu 2021 podjęto decyzję, że finałowa faza Pucharu Afryki zostanie rozegrana w lipcu 2022 we Francji. Turniej rozpoczął się 1 lipca i był rozgrywany w Marsylii oraz Aix-en-Provence. W finale rozegranym 10 lipca Namibia pokonała Kenię.
Drabinka:
|  |                          |                   |                          |    |                          |                     |       |    |                   |                   |          |    |           |           |  |  |       |       |
|  | Mecz o 5. miejsce        | Mecz o 5. miejsce |                          |    | Mecze o miejsce 5-8      | Mecze o miejsce 5-8 |       |    | Ćwierćifnały      | Ćwierćifnały      |          |    | Półfinały | Półfinały |  |  | Finał | Finał |
|  | Mecz o 5. miejsce        | Mecz o 5. miejsce |                          |    | Mecze o miejsce 5-8      | Mecze o miejsce 5-8 |       |    | Ćwierćifnały      | Ćwierćifnały      |          |    | Półfinały | Półfinały |  |  | Finał | Finał |
|  |                          |                   |                          |    |                          |                     |       |    |                   |                   |          |    |           |           |  |  |       |       |
|  |                          |                   |                          |    |                          |                     |       |    |                   |                   |          |    |           |           |  |  |       |       |
|  | Namibia                  | 71                |                          |    |                          |                     |       |    |                   |                   |          |    |           |           |  |  |       |       |
|  | Namibia                  | 71                |                          |    |                          |                     |       |    |                   |                   |          |    |           |           |  |  |       |       |
|  |                          |                   | Burkina Faso             | 5  |                          |                     |       |    |                   |                   |          |    |           |           |  |  |       |       |
|  |                          |                   | Burkina Faso             | 5  |                          |                     |       |    |                   |                   |          |    |           |           |  |  |       |       |
|  | Burkina Faso             | 17                |                          |    | Namibia                  | 34                  |       |    |                   |                   |          |    |           |           |  |  |       |       |
|  | Burkina Faso             | 17                |                          |    | Namibia                  | 34                  |       |    |                   |                   |          |    |           |           |  |  |       |       |
|  |                          |                   | Wybrzeże Kości Słoniowej | 38 |                          |                     |       |    | Zimbabwe          | 19                |          |    |           |           |  |  |       |       |
|  |                          |                   | Wybrzeże Kości Słoniowej | 38 |                          |                     |       |    | Zimbabwe          | 19                |          |    |           |           |  |  |       |       |
|  |                          |                   | Zimbabwe                 | 38 |                          |                     |       |    |                   |                   |          |    |           |           |  |  |       |       |
|  |                          |                   | Zimbabwe                 | 38 |                          |                     |       |    |                   |                   |          |    |           |           |  |  |       |       |
|  |                          |                   |                          |    | Wybrzeże Kości Słoniowej | 11                  |       |    |                   |                   |          |    |           |           |  |  |       |       |
|  |                          |                   |                          |    | Wybrzeże Kości Słoniowej | 11                  |       |    |                   |                   |          |    |           |           |  |  |       |       |
|  | Wybrzeże Kości Słoniowej | 17                |                          |    | Namibia                  | 36                  |       |    |                   |                   |          |    |           |           |  |  |       |       |
|  | Wybrzeże Kości Słoniowej | 17                |                          |    | Namibia                  | 36                  |       |    |                   |                   |          |    |           |           |  |  |       |       |
|  | Uganda                   | 18                |                          |    |                          |                     | Kenia | 0  |                   |                   |          |    |           |           |  |  |       |       |
|  | Uganda                   | 18                |                          |    |                          |                     | Kenia | 0  |                   |                   |          |    |           |           |  |  |       |       |
|  |                          |                   | Senegal                  | 12 |                          |                     |       |    |                   |                   |          |    |           |           |  |  |       |       |
|  |                          |                   | Senegal                  | 12 |                          |                     |       |    |                   |                   |          |    |           |           |  |  |       |       |
|  |                          |                   | Algieria                 | 35 |                          |                     |       |    |                   |                   |          |    |           |           |  |  |       |       |
|  |                          |                   | Algieria                 | 35 |                          |                     |       |    |                   |                   |          |    |           |           |  |  |       |       |
|  | Mecz o 7. miejsce        | Mecz o 7. miejsce | Senegal                  | 29 |                          |                     | Kenia | 36 | Mecz o 3. miejsce | Mecz o 3. miejsce |          |    |           |           |  |  |       |       |
|  | Mecz o 7. miejsce        | Mecz o 7. miejsce | Senegal                  | 29 |                          |                     | Kenia | 36 | Mecz o 3. miejsce | Mecz o 3. miejsce |          |    |           |           |  |  |       |       |
|  |                          |                   |                          |    | Uganda                   | 30                  |       |    |                   |                   | Algieria | 33 |           |           |  |  |       |       |
|  |                          |                   |                          |    | Uganda                   | 30                  |       |    |                   |                   | Algieria | 33 |           |           |  |  |       |       |
|  | Burkina Faso             | 30                |                          |    | Uganda                   | 7                   |       |    | Zimbabwe          | 12                |          |    |           |           |  |  |       |       |
|  | Burkina Faso             | 30                |                          |    | Uganda                   | 7                   |       |    | Zimbabwe          | 12                |          |    |           |           |  |  |       |       |
|  | Senegal                  | 44                |                          |    | Kenia                    | 42                  |       |    | Algieria          | 20                |          |    |           |           |  |  |       |       |
|  | Senegal                  | 44                |                          |    | Kenia                    | 42                  |       |    | Algieria          | 20                |          |    |           |           |  |  |       |       |

Wyniki spotkań ćwierćfinałowych:
| 1 lipca 202218:00 | Namibia | 71:5(24:0) | Burkina Faso     | Stade Delort, Marsylia Sędzia: Sylvain Mane |
| 1 lipca 202218:00 | T. Van Jaarsveld 15 (3P), C. Loubser 14 (7pd), L. Louis 10 (2P), J. Greyling 10 (2P), D. Rossouw 5 (P), J. Otto 5 (P), W. Conradie 5 (P), Danco Burger 5 (P), Pieter Steenkamp 2 (pd) | 71:5(24:0) | K. Zebango 5 (P) | Stade Delort, Marsylia Sędzia: Sylvain Mane |
| 1 lipca 202218:00 | S. Ouedraogo · N. Bance | 71:5(24:0) |                  | Stade Delort, Marsylia Sędzia: Sylvain Mane |

| 1 lipca 202221:00 | Zimbabwe | 38:11(16:6) | Wybrzeże Kości Słoniowej                           | Stade Delort, Marsylia Sędzia: Vivien Praderie |
| 1 lipca 202221:00 | K. Mudariki 11 (pd 3K), S. Makombe 10 (2P), M. McNab 5 (P), A. Burnett 5 (P), M. Mandioma 5 (P), T. Mafura 2 (pd) | 38:11(16:6) | E. Kosse 6 (2K), A. Pilati 5 (P)                   | Stade Delort, Marsylia Sędzia: Vivien Praderie |
| 1 lipca 202221:00 | A. Burnett | 38:11(16:6) | M. Fofana · E. Kosse · D. Oulai · J. Gori · E. Nzi | Stade Delort, Marsylia Sędzia: Vivien Praderie |

| 2 lipca 202215:00 | Uganda                             | 7:42(0:28) | Kenia | Stade Maurice David, Aix-en-Provence Sędzia: Anthony Woodthorpe |
| 2 lipca 202215:00 | J. Ochen 5 (P), P. Wokorach 2 (pd) | 7:42(0:28) | J. Okeyo 10 (2P), D. Kinyangi 10 (5pd), T. Ongera 5 (P), S. Asati 5 (P), B. Muteshi 5 (P), T. Akala 5 (P), J. Tavaga 2 (pd) | Stade Maurice David, Aix-en-Provence Sędzia: Anthony Woodthorpe |
| 2 lipca 202215:00 | P. Ogena                           | 7:42(0:28) | | Stade Maurice David, Aix-en-Provence Sędzia: Anthony Woodthorpe |

| 2 lipca 202218:00 | Senegal               | 12:35(12:13) | Algieria                                                                                           | Stade Maurice David, Aix-en-Provence Sędzia: Ludovic Cayre |
| 2 lipca 202218:00 | A. Folliot 12 (dg 3K) | 12:35(12:13) | B. Caminati 10 (2pd 2K), T. Lacroix 5 (P), M. Boundjema 5 (P), N. Megdoud 5 (P), J. Caminati 3 (K) | Stade Maurice David, Aix-en-Provence Sędzia: Ludovic Cayre |
| 2 lipca 202218:00 | L. Sylla              | 12:35(12:13) | | Stade Maurice David, Aix-en-Provence Sędzia: Ludovic Cayre |

Wyniki spotkań półfinałowych o miejsca 1–4:
| 6 lipca 202218:00 | Kenia                                                                                         | 36:33 | Algieria                                                                 | Stade Delort, Marsylia Sędzia: Ben Blain |
| 6 lipca 202218:00 | D. Kinyangi 11 (P 3pd), J. Okeyo 10 (2P), B. Adaka 5 (P), E. Sifuna 5 (P), J. Tavaga 5 (pd K) | 36:33 | I. Hamel 10 (2P), B. Caminati 6 (3pd), N. Megdoud 5 (P), M. Youcef 5 (P) | Stade Delort, Marsylia Sędzia: Ben Blain |

| 6 lipca 202221:00 | Namibia                                                                                      | 34:19(14:5) | Zimbabwe                                                                                  | Stade Maurice David, Aix-en-Provence Sędzia: Ludovic Cayre |
| 6 lipca 202221:00 | C. Loubser 7 (2pd K), G. Mouton 5 (P), J. Venter 5 (P), J. Greyling 5 (P), W. Conradie 5 (P) | 34:19(14:5) | C. Kundiona 5 (P), K. Kanenungo 5 (P), L. Larkan 5 (P), K. Mudariki 2 (pd), M. Nel 2 (pd) | Stade Maurice David, Aix-en-Provence Sędzia: Ludovic Cayre |
| 6 lipca 202221:00 | C. Loubser                                                                                   | 34:19(14:5) | J. Fraser                                                                                 | Stade Maurice David, Aix-en-Provence Sędzia: Ludovic Cayre |

Wyniki spotkań półfinałowych o miejsca 5–8:
| 6 lipca 202215:00 | Uganda                                     | 30:29 | Senegal                                                                                   | Stade Delort, Marsylia Sędzia: Nicardo Pienaar |
| 6 lipca 202215:00 | P. Wokorach 25 (2P 3pd 3K), J. Ochen 5 (P) | 30:29 | A. Folliot 9 (3pd K), M. Samba 5 (P), A. Fofana 5 (P), M. N'Diaye 5 (P), K. Gassama 5 (P) | Stade Delort, Marsylia Sędzia: Nicardo Pienaar |
| 6 lipca 202215:00 | E. Ecodu                                   | 30:29 |                                                                                           | Stade Delort, Marsylia Sędzia: Nicardo Pienaar |

| 6 lipca 202218:00 | Burkina Faso                                                     | 17:38 | Wybrzeże Kości Słoniowej                                                                                          | Stade Maurice David, Aix-en-Provence Sędzia: Precious Pazani |
| 6 lipca 202218:00 | N. Bance 5 (P), A. Deme 5 (P), J. Compaore 5 (P), K. Deme 2 (pd) | 17:38 | I. Martin 10 (2P), E. Kosse 8 (4pd), D. Kosse 5 (P), D. Oulai 5 (P), I. Coulibaly 5 (P), P. Diallo Dit Peres 0 () | Stade Maurice David, Aix-en-Provence Sędzia: Precious Pazani |
| 6 lipca 202218:00 | M. Rabo                                                          | 17:38 | | Stade Maurice David, Aix-en-Provence Sędzia: Precious Pazani |

Mecz o siódme miejsce:
| 10 lipca 202213:00 | Burkina Faso                                                              | 30:44(15:15) | Senegal                                                                                          | Stade Maurice David, Aix-en-Provence Sędzia: Nicardo Pienaar |
| 10 lipca 202213:00 | K. Deme 15 (P 2pd 2K), C. Savadogo 5 (P), S. Bationo 5 (P), A. Deme 5 (P) | 30:44(15:15) | A. Folliot 14 (4pd 2K), O. Soumah 10 (2P), K. Cisse 10 (2P), S. Sakho 5 (P), M. Sougoufara 5 (P) | Stade Maurice David, Aix-en-Provence Sędzia: Nicardo Pienaar |
| 10 lipca 202213:00 | N. Bance · F. Vaugnat                                                     | 30:44(15:15) | K. Cisse                                                                                         | Stade Maurice David, Aix-en-Provence Sędzia: Nicardo Pienaar |

Mecz o piąte miejsce:
| 10 lipca 202215:00 | Wybrzeże Kości Słoniowej                                       | 17:18(7:8) | Uganda                                                                       | Stade Maurice David, Aix-en-Provence Sędzia: Victor Ojuku |
| 10 lipca 202215:00 | E. Kosse 7 (2pd K), H. Diarra 5 (P), P. Diallo Dit Peres 5 (P) | 17:18(7:8) | S. Okia 5 (P), I. Magomu 5 (pd K), C. Wandera 5 (P), J. Aredo Jadwong 3 (dg) | Stade Maurice David, Aix-en-Provence Sędzia: Victor Ojuku |

Mecz o trzecie miejsce:
| 10 lipca 202218:30 | Zimbabwe                            | 12:20(9:8) | Algieria                                              | Stade Maurice David, Aix-en-Provence Sędzia: Aymen Jriji |
| 10 lipca 202218:30 | K. Mudariki 9 (3K), T. Mafura 3 (K) | 12:20(9:8) | J. Caminati 9 (3K), M. Loree 6 (2K), J. Reynaud 5 (P) | Stade Maurice David, Aix-en-Provence Sędzia: Aymen Jriji |

Finał:
| 10 lipca 202221:00 | Namibia                                                                               | 36:0(15:0) | Kenia | Stade Maurice David, Aix-en-Provence Sędzia: Ludovic Cayre |
| 10 lipca 202221:00 | W. Conradie 15 (3P), C. Loubser 14 (pd 4K), J. Deysel 5 (P), Pieter Steenkamp 2 (pd), | 36:0(15:0) |       | Stade Maurice David, Aix-en-Provence Sędzia: Ludovic Cayre |

## Inne informacje
W turnieju mogło wziąć udział więcej reprezentacji, jednak drużyny z Botswany, Rwandy, Mauritiusu i Eswatini odmówiły startu z powodu ograniczeń związanych z pandemią. Później z tego samego powodu wycofała się reprezentacja Tunezji. Oprócz Nigerii, wskutek zawieszenia w prawach członka federacji, w turnieju nie mogło wziąć udział Maroko.